# Pająki Nowej Kaledonii
Pająki Nowej Kaledonii, araneofauna Nowej Kaledonii – ogół taksonów pajęczaków z rzędu pająków, których występowanie stwierdzono na Nowej Kaledonii.
Według World Spider Catalogue do 2021 roku z Nowej Kaledonii wykazano blisko 300 opisanych gatunków pająków, z których większość to endemity tej wyspy.

## Ptaszniki(Mygalomorphae)

### Barychelidae
Z Nowej Kaledonii wykazano:

- Barycheloides alluviophilus
- Barycheloides chiropterus
- Barycheloides concavus
- Barycheloides rouxi
- Barycheloides rufofemoratus
- Barychelus badius
- Barychelus complexus
- Encyocrypta abelardi
- Encyocrypta aureco
- Encyocrypta berlandi
- Encyocrypta bertini
- Encyocrypta bouleti
- Encyocrypta cagou
- Encyocrypta colemani
- Encyocrypta decooki
- Encyocrypta djiaouma
- Encyocrypta eneseff
- Encyocrypta gracilibulba
- Encyocrypta grandis
- Encyocrypta heloiseae
- Encyocrypta koghi
- Encyocrypta kone
- Encyocrypta kottae
- Encyocrypta kritscheri
- Encyocrypta kwakwa
- Encyocrypta letocarti
- Encyocrypta lugubris
- Encyocrypta mckeei
- Encyocrypta meleagris
- Encyocrypta montdo
- Encyocrypta montmou
- Encyocrypta neocaledonica
- Encyocrypta niaouli
- Encyocrypta ouazangou
- Encyocrypta oubatche
- Encyocrypta panie
- Encyocrypta risbeci
- Encyocrypta tillieri
- Encyocrypta tindia
- Idioctis ferrophila
- Mandjelia platnicki
- Natgeogia rastellata
- Orstom aoupinie
- Orstom chazeaui
- Orstom hydratemei
- Orstom macmillani
- Orstom tropicus
- Orstom undecimatus
- Questocrypta goloboffi

### Dipluridae
Z Nowej Kaledonii wykazano:
- Masteria franzi
- Masteria kaltenbachi

### Euagridae
Z Nowej Kaledonii wykazano:
- Caledothele annulatus
- Caledothele aoupinie
- Caledothele carina
- Caledothele elegans
- Caledothele tonta
- Caledothele tristata
- Stenygrocercus alphoreus
- Stenygrocercus franzi
- Stenygrocercus kresta
- Stenygrocercus recineus
- Stenygrocercus silvicola

### Migidae
Z Nowej Kaledonii wykazano:
- Migas affinis

## Pająki wyższe(Araneomorphae)

### Anapidae
Z Nowej Kaledonii wykazano:
- Caledanapis dzumac
- Caledanapis insolita
- Caledanapis peckorum
- Caledanapis pilupilu
- Caledanapis sera
- Caledanapis tillierorum
- Mandanapis cooki
- Montanapis koghis
- Taphiassa impressa

### Aksamitnikowate(Clubionidae)
Z Nowej Kaledonii wykazano:
- Clubiona bifissurata
- Clubiona canaca
- Clubiona kaltenbachi
- Clubiona neocaledonica
- Clubiona pruvotae
- Clubiona risbeci
- Clubiona savesi

### Arkyidae
Z Nowej Kaledonii wykazano:
- Arkys brevipalpus
- Arkys grandis
- Arkys varians
- Arkys vicarius

### Ciemieńcowate(Dictynidae)
Z Nowej Kaledonii wykazano:
- Dictyna colona

### Corinnidae
Z Nowej Kaledonii wykazano:
- Poecilipta mandjelia

### Czyhakowate(Segestriidae)
Z Nowej Kaledonii wykazano:
- Ariadna neocaledonica
- Ariadna dissimilis
- Ariadna neocaledonica

### Darownikowate(Pisuaridae)
Z Nowej Kaledonii wykazano:
- Bradystichus aoupinie
- Bradystichus calligaster
- Bradystichus crispatus
- Bradystichus panie
- Bradystichus tandji
- Caledomedes flavovittatus
- Dendrolycosa ornata
- Dolomedes flaminius
- Dolomedes lafoensis
- Dolomedes neocaledonicus
- Dolomedes titan

### Deinopidae
Z Nowej Kaledonii wykazano:
- Menneus aussie
- Menneus neocaledonicus

### Desidae
Z Nowej Kaledonii wykazano:
- Cambridgea simoni
- Canala longipes
- Canala magna
- Canala poya
- Desis marina
- Desis maxillosa
- Desis risbeci
- Epimecinus humilis
- Epimecinus nexibilis
- Epimecinus pullatus
- Forsterina alticola
- Forsterina koghiana
- Syrorisa misella

### Koliściakowate(Uloboridae)
Z Nowej Kaledonii wykazano:
- Tangaroa dissimilis

### Krzyżakowate(Araneidae)
Z Nowej Kaledonii wykazano:

- Anepsion semialbum
- Arachnura simoni
- Araneus canacus
- Araneus canalae
- Araneus noumeensis
- Araneus savesi
- Araneus yatei
- Argiope caledonia
- Argiope lobata
- Argiope protensa
- Artifex joannae
- Backobourkia heroine
- Cyclosa albopunctata
- Cyclosa pusilla
- Cyrtophora moluccensis cupidinea
- Dolophones testudinea
- Eriophora flavicoma
- Gasteracantha gambeyi
- Gasteracantha lunata
- Gasteracantha rubrospinis
- Gasteracantha sacerdotalis
- Gasteracantha westringi
- Larinia tabida
- Neoscona theisi savesi
- Phonognatha neocaledonica
- Plebs neocaledonicus
- Poltys timmeh
- Trichonephila edulis
- Trichonephila plumipes

### Kwadratnikowate(Tetragnathidae)
Z Nowej Kaledonii wykazano:
- Nanometa sarasini
- Tetragnatha marginata
- Tetragnatha noumeensis
- Tetragnatha oubatchensis
- Tetragnatha protensa
- Tetragnatha rouxi

### Lenikowate(Zodariidae)
Z Nowej Kaledonii wykazano:
- Cryptothele marchei
- Storena canalensis
- Storena rainbowi
- Storena rugosa
- Storena silvicola

### Lamponidae
Z Nowej Kaledonii wykazano:
- Centrocalia chazeaui
- Centrocalia lifoui
- Centrocalia ningua

### Malkaridae
Z Nowej Kaledonii wykazano:
- Flavarchaea humboldti

### Mysmenidae
Z Nowej Kaledonii wykazano:
- Mysmena marplesi

### Nasosznikowate(Pholcidae)
Z Nowej Kaledonii wykazano:
- Aucana kaala
- Pholcus ancoralis

### Oonopidae
Z Nowej Kaledonii wykazano:
- Camptoscaphiella monteithi
- Camptoscaphiella potteri
- Oonopinus pruvotae
- Opopaea amieu
- Opopaea bicolor
- Opopaea burwelli
- Opopaea calcaris
- Opopaea goloboffi
- Opopaea monteithi
- Opopaea ndoua
- Opopaea platnicki
- Opopaea raveni
- Opopaea striata
- Opopaea touho
- Opopaea tuberculata
- Pelicinus damieu
- Pelicinus koghis
- Pelicinus monteithi

### Omatnikowate(Theridiidae)
Z Nowej Kaledonii wykazano:
- Anatea formicaria
- Argyrodes amboinensis
- Argyrodes antipodianus
- Argyrodes gracilis
- Argyrodes neocaledonicus
- Argyrodes samoensis
- Crustulina starmuehlneri
- Euryopis splendida
- Moneta triquetra
- Nihonhimea mundula
- Phoroncidia musiva
- Steatoda atrocyanea
- Theridion ludius
- Theridion setosum
- Theridion todinum

### Osnuwikowate(Linyphiidae)
Z Nowej Kaledonii wykazano:
- Bathyphantes sarasini
- Erigone autumnalis
- Erigone neocaledonica
- Hypomma coalescera
- Lepthyphantes neocaledonicus

### Pogońcowate(Lycosidae)
Z Nowej Kaledonii wykazano:
- Allocosa palabunda
- Artoria berenice
- Diahogna exculta
- Lycosa caenosa
- Venatrix konei

### Skakunowate(Salticidae)
Z Nowej Kaledonii wykazano:

- Bathippus montrouzieri
- Corambis foeldvarii
- Corambis insignipes
- Corambis jacknicholsoni
- Corambis logunovi
- Corambis pantherae
- Cytaea aspera
- Holoplatys semiplanata
- Lystrocteisa myrmex
- Pachyballus gambeyi
- Paraplatoides caledonicus
- Penionomus dispar
- Penionomus longipalpis
- Phintella caledoniensis
- Rhondes atypicus
- Rhondes berlandi
- Rhondes flexibilis
- Rhondes neocaledonicus
- Rhondes sarasini
- Rhondes zofiae
- Rogmocrypta elegans
- Rogmocrypta karolinae
- Rogmocrypta koniambo
- Rogmocrypta patryki
- Rogmocrypta raveni
- Rogmocrypta rollardae
- Saitis cupidon
- Stergusa improbula
- Trite caledoniensis
- Trite gracilipalpis
- Trite guilberti
- Trite ignipilosa
- Trite lineata
- Trite pennata
- Trite simoni

### Spachaczowate(Sparassidae)
Z Nowej Kaledonii wykazano:
- Isopeda neocaledonica
- Olios berlandi
- Olios canalae
- Olios extensus
- Olios francoisi
- Olios fulvithorax
- Olios humboldtianus
- Olios monticola
- Olios neocaledonicus
- Olios oberzelleri
- Olios oubatchensis
- Palystes pinnotherus

### Telemidae
Z Nowej Kaledonii wykazano:
- Telemofila pecki

### Tetrablemmidae
Z Nowej Kaledonii wykazano:
- Brignoliella acuminata

### Trawnikowcowate(Miturgidae)
Z Nowej Kaledonii wykazano:
- Argoctenus vittatus
- Zoroides dalmasi

### Trochanteriidae
Z Nowej Kaledonii wykazano:
- Hemicloea pacifica
- Pyrnus aoupinie
- Pyrnus numeus
- Pyrnus obscurus
- Pyrnus pins

### Ukośnikowate(Thomisidae)
Z Nowej Kaledonii wykazano:
- Boliscus duricorius
- Camaricus castaneiceps
- Diaea rufoannulata
- Thomisus leucaspis
- Tmarus neocaledonicus

### Worczakowate(Gnaphosidae)
Z Nowej Kaledonii wykazano:
- Anzacia perexigua
- Hypodrassodes canacus
- Hypodrassodes cockerelli
- Hypodrassodes ignambensis
- Odontodrassus aphanes
- Prodidomus rufus

### Zbrojnikowate(Cheiracanthiidae)
Z Nowej Kaledonii wykazano:
- Cheiracanthium longimanum